# Władimir Budko
Władimir Budko (ros. Владимир Будько, ur. 4 lutego 1965) – radziecki lekkoatleta specjalizujący się w biegach płotkarskich i sprinterskich.
Na arenie międzynarodowej odniósł następujące sukcesy:
| Rok  | Miejsce   | Zawody                      | Konkurencja                          | Pozycja                     | Wynik         |
| ---- | --------- | --------------------------- | ------------------------------------ | --------------------------- | ------------- |
| 1983 | Schwechat | mistrzostwa Europy juniorów | bieg na 400 m ppł sztafeta 4 × 400 m | srebrny medal brązowy medal | 50,05 3:06,45 |
| 1984 | Moskwa    | zawody Przyjaźń-84          | bieg na 400 m ppł                    | srebrny medal               | 48,74         |
| 1989 | Duisburg  | letnia uniwersjada          | bieg na 400 m ppł                    | srebrny medal               | 50,30         |
| 1991 | Sheffield | letnia uniwersjada          | bieg na 400 m ppł sztafeta 4 × 400 m | 4. miejsce 5. miejsce       | 50,13 3:07,98 |

Dwukrotny złoty medalista lekkoatletycznych mistrzostw Związku Radzieckiego w biegu na 400 m ppł (1984, 1989), jak również dwukrotny złoty medalista letniej Spartakiady Narodów ZSRR w biegu na 400 m ppł (1986, 1991).
Rekordy życiowe:
- na stadionie

- bieg na 400 m – 46,78 (23 czerwca 1984, Tallinn)
- bieg na 400 m ppł – 48,71 (18 września 1986, Taszkent)
- sztafeta 4 × 400 m – 3:05,66 (20 września 1986, Taszkent)

- w hali

- bieg na 400 m – 47,02 (20 stycznia 1985, Mińsk)